# Джонсон, Билл (писатель)
Билл Джонсон (Bill Johnson; родился в конце 1950-х годов в Южной Дакоте) — американский писатель-фантаст, чьи произведения часто имеют «региональный» характер под влиянием родной Южной Дакоты. Это особенно заметно в его рассказе «Выпьем, господин посол!», который в 1998 году выиграл премию «Хьюго» за лучшую короткую повесть. В 1999 года был издан его сборник рассказов «Dakota Dreamin».
Джонсон также работает бизнес-аналитиком в штате Иллинойс. У него есть жена и двое детей: Ким и Майкл.